# بطين بن عريعر آل حميد
بطين بن عريعر آل حميد هو الأميرُ الثامن للإمارة الخالدية، حكم مدةً قصيرة وكان مُهملًا لنصائح علمائه حتى مات مخنوقًا من أخوانه.

### فهرس المراجع
1. ↑  الخالدي (2010)، ص. 134.
2. ↑  الوهبي (1989)، ص. 359.

### بيانات المراجع
الكُتُب مُرتَّبة حَسب تاريخ النَّشر
- عبد الكريم بن عبد الله المنيف الوهبي (1989)، بنو خالد وعلاقتهم بنجد: 1080-1208هـ/1669-1794م (ط. 1)، الرياض: دار ثقيف للنشر والتأليف، LCCN:90965812، OCLC:4770620295، OL:18402069M، QID:Q115756960
- محمد يوسف الخالدي (2010)، قبيلة بني خالد في الجزيرة العربية: دراسة تاريخية عن ذرية خالد بن الوليد المخزومي (ط. 1)، بيروت: الدار العربية للموسوعات، LCCN:2010322892، OCLC:525242376، OL:25075738M، QID:Q116257101

| بطين بن عريعر آل حميد |                                 |                    |
| سبقه عريعر بن دجين    | أُمراء دولة بني خالد الأولى 1774 | تبعه دجين بن عريعر |